# Académie de l'air et de l'espace
Pour les articles homonymes, voir AAE.
L’Académie de l'air et de l'espace (AAE), créée en 1983 sous l'appellation d’Académie nationale de l'air et de l'espace (le changement de nom a eu lieu en 2007), à l'initiative d'André Turcat et de la ville de Toulouse dont le maire était Dominique Baudis, est une association de promotion du développement des activités scientifiques, techniques, économiques et culturelles dans les domaines de l'air et de l'espace.

## Historique

### Le vœu du Colonel Edmond Petit
L'idée d'une Académie de l'Air date de 1954. Le Colonel Edmond Petit, alors chef du service d'information de l'armée de l'air et directeur littéraire de la revue Forces Aériennes Françaises, avait publié, dès l'année 1954, nombre d'articles militant en faveur d'une telle Institution. Il la voyait surtout comme un conservatoire de la langue française dans les textes du domaine aéronautique, là où l'Académie française était « totalement incompétente », et comme le lieu où pourrait s'élaborer l'histoire de l'aviation.

### La création de l'Académie grâce à la notoriété d'André Turcat
Ce projet ne put être mené à terme qu'en 1983, sous une forme d'ailleurs plus étendue. C'est l'ancien pilote d'essai en chef du Concorde, André Turcat, qui sortit des limbes l'Académie nationale de l'air et de l'espace tant par sa notoriété tant dans le milieu aéronautique français qu'au sein même des instances municipales de Toulouse. Le soutien matériel de la ville rose permit d'installer l'Académie sur le site de l'ancien observatoire de Toulouse et, pour le deux centième anniversaire du premier vol humain, les trente-cinq membres fondateurs se réunissaient le 21 novembre 1983 en assemblée plénière.
Constituée en association loi de 1901, déclarée d'utilité publique en 1987, l'académie s'est donné pour objectifs de « favoriser le développement d'activités scientifiques, techniques et culturelles de haute qualité dans les domaines de l'air et de l'espace ». Dans ces domaines, elle se propose de valoriser et d'enrichir le patrimoine, de diffuser des connaissances et de constituer un pôle d'animation.

### Rayonnement international
Elle organise des colloques internationaux et des forums, présente des expositions, décerne des prix ou des médailles à des personnes que leurs accomplissements ont distinguées. Elle publie régulièrement, tous les deux ou trois mois, une « lettre de l'Académie » présentant quelques pages sur un sujet d'actualité aéronautique. Les travaux de plus grande ampleur donnent lieu à des publications par l'Académie elle-même (dossiers) ou par des éditeurs privés (ouvrage).

## Membres
L’Académie de l'Air et de l'Espace compte statutairement soixante membres titulaires français, trente membre associés étrangers, des membres d'honneur choisis parmi les pionniers de l'aéronautique et de l'espace et des correspondants qui assurent la liaison avec les activités courantes du monde aérospatial. Les membres deviennent honoraires à l'âge de 75 ans ou sur leur demande, tout en continuant, à leur convenance, de prendre part aux travaux.

### Membres fondateurs
Quelques membres fondateurs notables :
- Valérie André
- Roger Béteille
- Jacques Blamont
- Jean Boulet
- Jean-Loup Chrétien
- Hubert Curien
- Albert Ducrocq
- Lucien Malavard
- Jacques Noetinger
- Edmond Petit
- Jean Rösch
- André Rousset

## Vie de l’Académie
L’Académie tient cinq séances annuelles qui permettent l’échange d’informations et la discussion sur des sujets importants d’actualité, une réflexion commune sur les problèmes posés, et des décisions consensuelles sur les actions éventuelles à mener.
La dernière séance de l’année est une séance solennelle, se déroulant traditionnellement à la « salle des illustres » du Capitole de Toulouse, et au cours de laquelle l’Académie remet son Grand Prix, ses médailles, son Prix de droit et économie du transport aérien et spatial, etc. Elle se compose de membres titulaires (ressortissants d’États européens), de membres associés ressortissants d’États non-européens, de correspondants européens ou non assurant la liaison entre l’Académie et les activités aérospatiales nationales et internationales et de membres d’honneur ayant apporté une contribution exceptionnelle à la conquête ou à la connaissance de l’Air et de l’Espace.
Le conseil d'administration de l'académie est composé d’un président, choisi parmi les vice-présidents et élu pour deux ans, de trois vice-présidents élus pour trois ans, d’un secrétaire général élu pour trois ans et d’un trésorier élu pour trois ans. Les membres du conseil d’administration constituent le bureau de l’Académie.

### Sections
Les travaux de l'AEE sont menés au sein de cinq sections :
- connaissance scientifique de l'air et de l'espace,
- sciences appliquées et technologies de l'air et l'espace,
- présence et activités humaines dans l'air et l'espace,
- morale, droit, sociologie et économie de l'air et de l'espace,
- histoire, lettre et arts de l'air et de l'espace.

### Commissions
Des commissions ad hoc sont chargées d’étudier des problèmes spécifiques et intéressant éventuellement plusieurs sections simultanément, et de proposer des solutions. Quatre commissions siègent de façon permanente, d’autres n’ont que l’existence temporaire nécessaire au traitement d’un problème d’actualité.
À la demande de l'un des membres titulaires ou honoraires, des commissions peuvent être constituées afin de traiter de questions d'actualité.

### Manifestations
L'Académie organise des colloques qui sont ouverts à tous et des créneaux de discussions sont toujours prévus, à la fois après chaque conférence et en fin de session ou de colloque sous forme de tables rondes. Le nombre de participants est en général entre 150 et 200. Tous ces colloques donnent lieu à la publication des textes et des discussions associées.
Ces colloques traitent de sujets variés correspondant aux trois « mots-clés » du système transport aérien : la sécurité, l’environnement et l’efficacité.
Depuis une dizaine d’années[Quand ?], l'AAE organise des forums de discussion sur le thème général de l’intégration homme-machine. Ces forums se tiennent à Toulouse et, depuis quelque temps[Quand ?], en collaboration avec la direction générale de l'Aviation civile, à Paris.
Un cycle de conférences publiques d’air et d’espace a également été mis en place par l’Académie avec la médiathèque José Cabanis de Toulouse. Une collaboration a démarré en 2011 également avec la Cité de l’espace à Toulouse, avec une soirée sur le thème « L’Espace des 50 prochaines années » et le Palais de la découverte à Paris, par un premier colloque sur « L’Exploration spatiale au XXIe siècle ».
Enfin, l’organisation d’expositions itinérantes fait partie des activités de l’AAE.

## Prix et médailles
L’Académie a créé et décerne des prix et des médailles. Au début de chaque année la commission Prix et Médailles examine les propositions des sections et en définit un choix soumis à l’approbation du bureau puis au vote de l’assemblée générale. Les prix et les médailles sont remis au cours de la séance solennelle de novembre :
- Le Grand prix de l’Académie a été créé en 1984. Il récompense une personne, ou éventuellement une équipe, européenne ou étrangère, s’étant particulièrement signalée par une action scientifique, technique ou culturelle de haute qualité dans les domaines de l’air ou de l’espace, ayant apporté du nouveau pour l’enrichissement du patrimoine, ou la diffusion des connaissances.
- La médaille de vermeil permet de donner la notoriété nationale et internationale qu’elle mérite à une personne dont l’activité a été déterminante dans le domaine aérospatial.
- Les médailles d’argent fournissent l’occasion de mettre en valeur l’action de personnalités qui ont fait faire des progrès sensibles à une discipline contribuant aux progrès de l’air et de l’espace.
- Les médailles de bronze permettent de distinguer des personnes ne faisant pas nécessairement partie du milieu aérospatial mais qui ont réalisé une action dont les retombées intéressent ce domaine : publication, reportage, œuvre d’art, expérience originale, démarche éducative, etc.
- Le prix « droit et économie du transport aérien et spatial » est attribué tous les deux ans. Il est destiné à couronner une thèse de doctorat soutenue avec succès dans une université francophone et consacrée au droit ou à l’économie du transport aérien et/ou spatial.